# Plagithmysus peleanus
Plagithmysus peleanus là một loài bọ cánh cứng trong họ Cerambycidae.